# Frazer (automóvil)

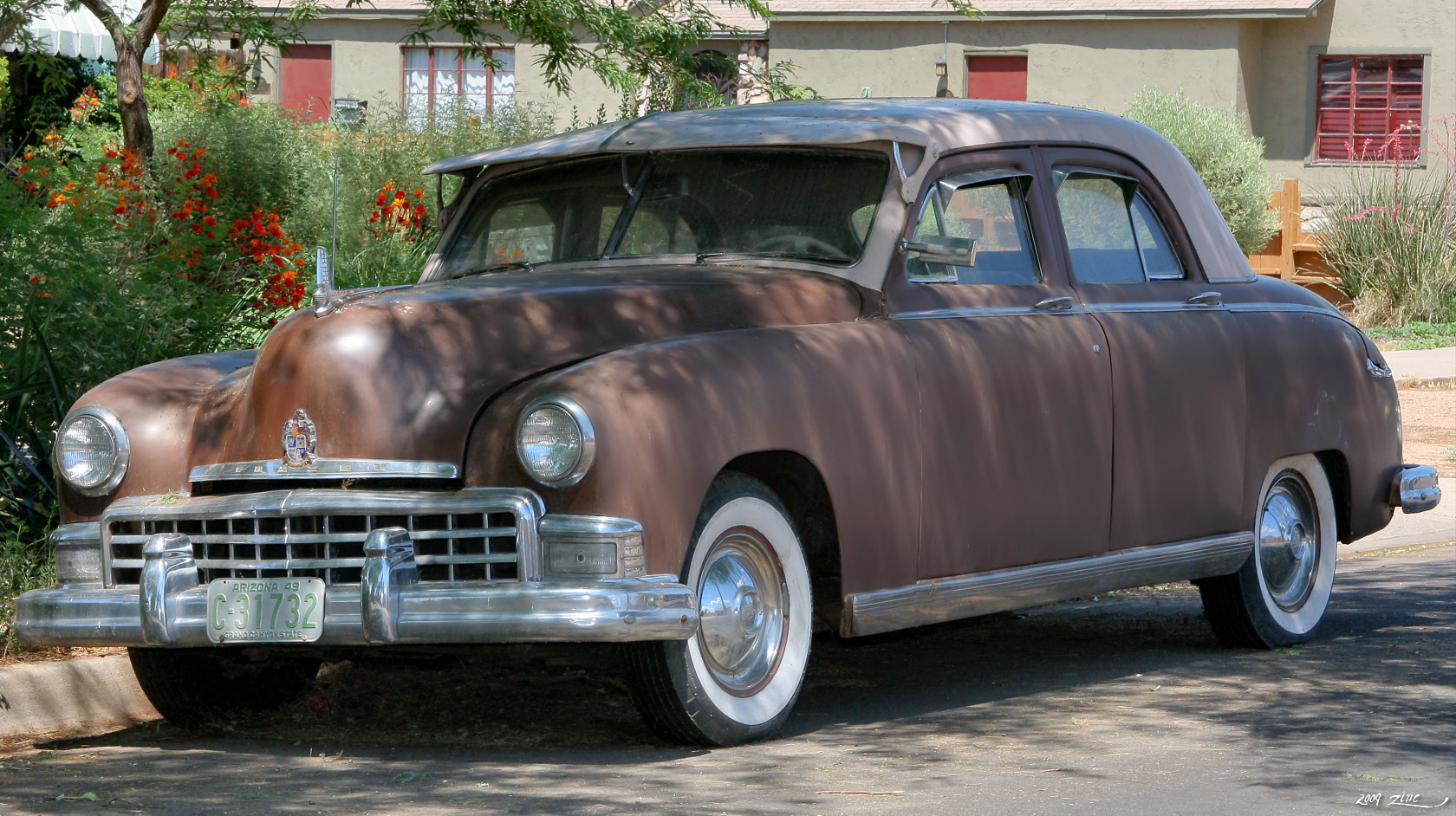
Frazer sedán de 1949

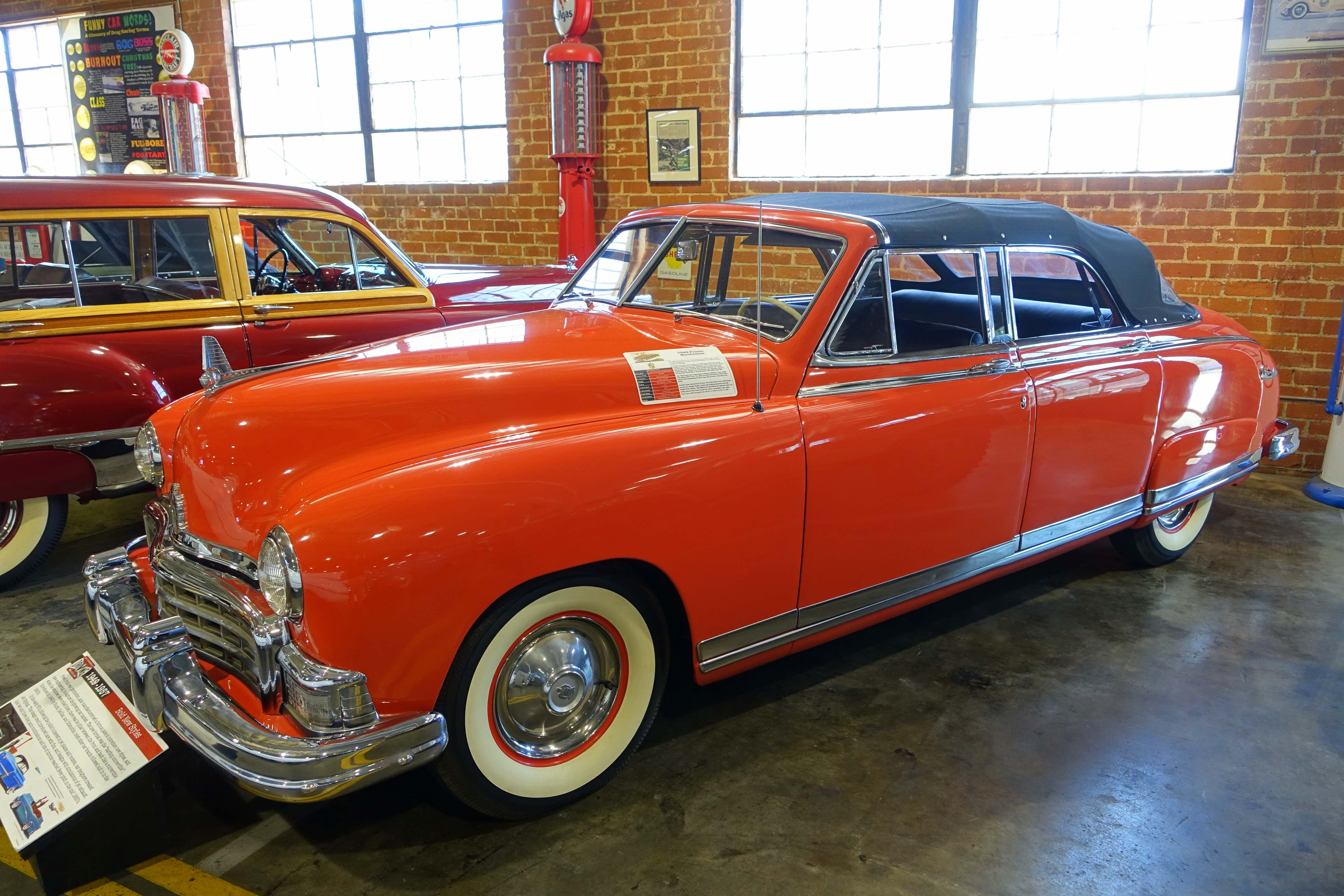
Frazer Manhattan convertible de 1949

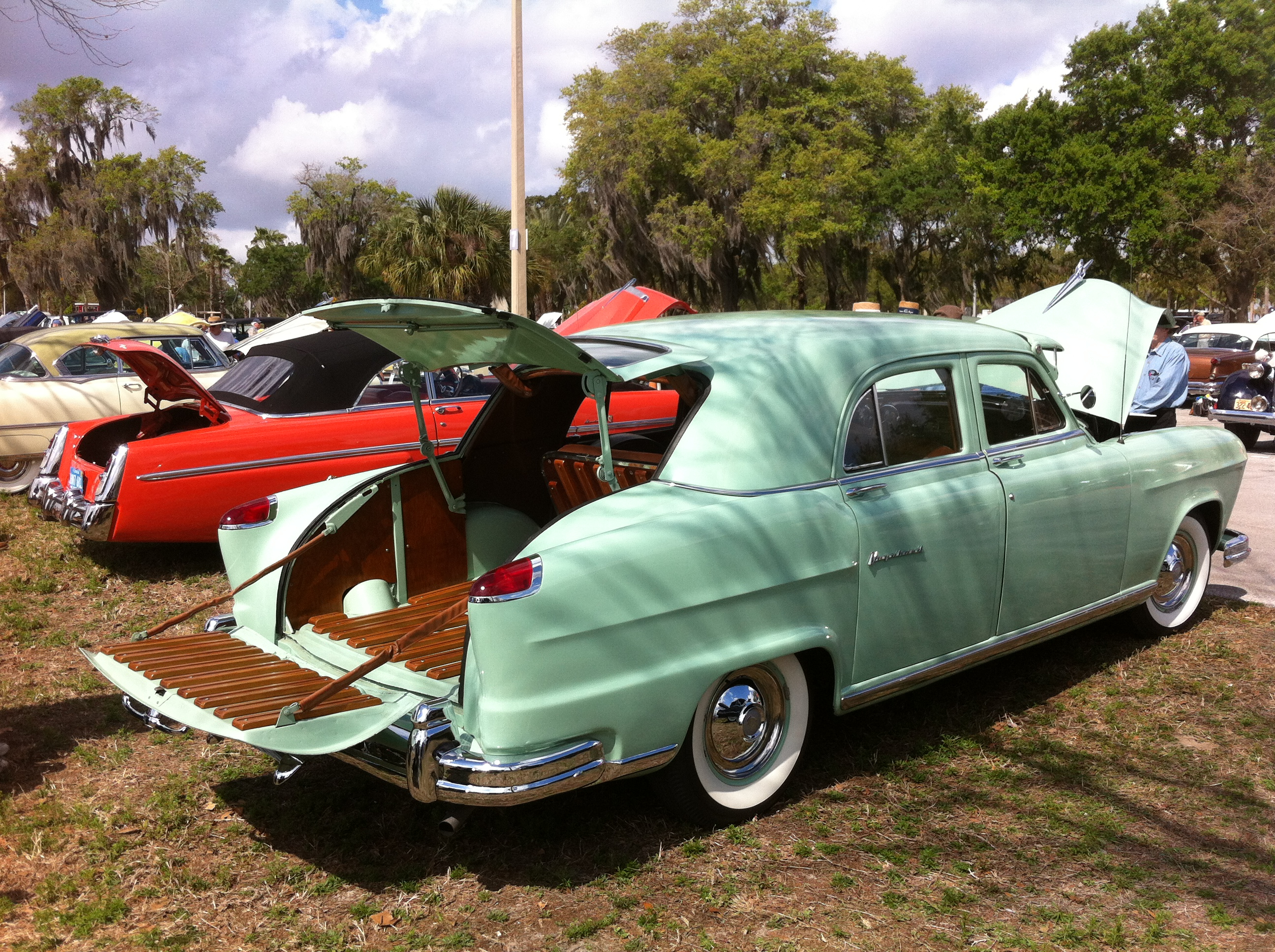
Frazer Vagabond hatchback de 1951

Frazer (1946-1951) fue la línea insignia de automóviles de lujo estadounidenses de precio medio superior, construida por la Kaiser-Frazer Corporation de Willow Run Ypsilanti (Míchigan). Con el Crosley, se convirtió en el primer automóvil estadounidense con una novedosa carrocería envolvente, que llegaría a ser característico del período de posguerra.
Nombrado en honor al antiguo ejecutivo de automóviles estadounidense Joseph W. Frazer, que por entonces era presidente y gerente general de Kaiser-Frazer, el Frazer fue diseñado por Howard "Dutch" Darrin con algunas aportaciones de otros estilistas de la compañía. El nuevo Frazer ganó la Medalla de Oro de la Academia de Moda de Nueva York por los logros de su diseño. La producción comenzó el 29 de mayo de 1946 y la nueva gama hizo su debut público el 29 de junio de 1946. Estaba disponible una carrocería sedán básica de cuatro puertas que se compartía con el Kaiser similar, pero de menor precio (entre 200 y 600 dólares de diferencia). El Frazer usó el motor "Supersonic" Continental Red Seal 226 CID de seis cilindros y válvulas en L, con una potencia de 115 HP (116,6 CV) al final de la producción del modelo de 1951. La línea de lujo Frazer Manhattan Series F47C se introdujo el 23 de marzo de 1947 con un sobrecosto de 500 dólares sobre el Frazer Series F-47 original, que continuó como estándar. En 1948, las ventas del Frazer totalizaron alrededor del 1,5% de todos los automóviles estadounidenses fabricados.
Los modelos Frazer de 1951 drásticamente rediseñados incluían un convertible de cuatro puertas, un sedán de techo rígido y el Frazer Vagabond, un único sedán hatchback. Los últimos Frazer, que en realidad eran modelos sobrantes de 1950, fueron presentados en marzo de 1950, convirtiéndose en un éxito inmediato entre el público. Se realizaron más de 50.000 pedidos, pero en ese momento Joseph W. Frazer había dejado la compañía y la gerencia de K-F decidió concentrarse solo en la producción de Kaiser después de haber construido 10.214 unidades del Frazer de 1951, cuando se agotó el suministro de las carrocerías sobrantes de 1950. Un aspecto trivial del Frazer, pero significativo para los aficionados a los coches, era que sus cuatro puertas tenían botones de apertura. Esta característica fue compartida en ese momento solamente por automóviles como el lujoso Lincoln. Tanto Henry Kaiser como Joseph Frazer estaban convencidos de que los fabricantes de automóviles existentes centrados en Detroit se habían confabulado para cortar los suministros de materiales y piezas necesarios para el éxito de la nueva empresa automotriz.